# Яблоновский, Максимилиан Антонович
Князь Максимилиа́н Анто́нович Яблоно́вский (1785—1846) — российский сенатор из польского рода Яблоновских; тайный советник, обер-гофмейстер. Дядя камергера А. С. Яблоновского.

## Биография
Родился 29 июля (9 августа) 1785 года в семье Антония Барнабы Яблоновского, каштеляна краковского. На службу поступил юнкером в коллегию иностранных дел 8 апреля 1804 года и в следующем году был произведён в камер-юнкеры Высочайшего двора; 5 апреля 1808 года уволен из-за болезни с чином действительного камергера.
В 1813 году был назначен членом эдукационной комиссии, учреждённой для Волынской, Киевской и Подольской губерний.
1 июня 1820 года Яблоновский назначен сенатором-каштеляном, а в 1825 году — воеводой Царства Польского.
Пожалованный в 1829 году в гофмейстеры Царства Польского, 9 октября 1831 года он был произведён в тайные советники, с повелением присутствовать в 1-м отделении 3-го департамента Правительствующего сената; 18 февраля 1832 года был пожалован обер-гофмейстером двора Его Императорского Величества, а в следующем году назначен членом правительственного совета, учреждённого в Царстве Польском.
В 1840 году он был назначен председателем комитета, учреждённого для рассмотрения свода законов Царства Польского, а в 1841 году определён к присутствию в варшавских департаментах сената.
14 мая 1845 года Яблоновский был привлечён к постоянному заседанию в совете управления и назначен председателем герольдии Царства Польского.
Умер, состоя на службе, 1 (13) февраля 1846 года.

## Семья

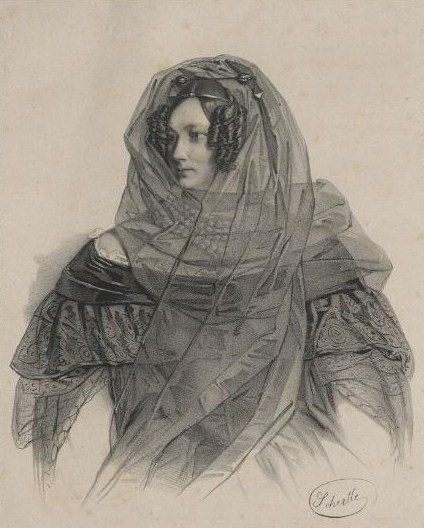
Тереза Яблоновская (1838)

Жена (1811 года) — княжна Тереза Любомирская (1793—1847), дочь князя Михаила Любомирского от брака с графиней Магдаленой Рачинской. По словам В. Туркестановой,  княгиня Яблоновская  была «очаровательной и восхитительной особой, с вылитой головкой Грёза». В обществе она была известна своими «громкими романами с русскими», а её варшавский салон был одним из самых модных в польской столице.
Князь Вяземский относил княгиню Яблоновскую к числу тех полек, чьи имена так и просились под перо. По его словам, одним из предметов поклонения и обожания графа А. И. Остермана была варшавская красавица, княгиня Тереза Яблоновская, «милое, свежее создание,  натура богато одаренная своими привлекательными дарами. У графа Остермана был прекрасный во весь рост портрет княгини Терезы. Он всегда и всюду развозил его с собой, и это делалось посреди бела дня общественного и не давало никакой поживы сплетням злословия».
Очаровательно красива, рассудительная, элегантная и изыскано одетая (почти всегда завернутая в прозрачную длинную вуаль) княгиня Яблоновская резко контрастировала со своим мужем. Из-за этой разницы супругов называли в обществе «гусеница на розе» (un chenille sur une rose). За заслуги мужа 10 апреля 1841 года княгиня Яблоновская была пожалована в кавалерственные дамы ордена Св. Екатерины меньшого креста. В браке имела сына Владислава (1818—1875) и дочь Ядвигу (1819—1894; жена князя Марцелия Любомирского (1810—1866), владельца Дубно. После рождения сына у неё парализовало ноги, и она была прикована к креслу.

## Награды
- Орден Святой Анны 1-й степени (2.4.1811)
- Орден Святой Анны 1-й степени (13.11.1816, императорская корона к этому ордену пожалована 06.10.1831)
- Знак отличия за XV лет беспорочной службы (1829)
- Орден Святого Владимира 2-й степени (24.07.1838)
- Орден Белого орла (05.10.1840)